# Bổ đề Zorn
Bổ đề Zorn là một phát biểu toán học quan trọng có nhiều ứng dụng trong giải tích: nó là công cụ hữu hiệu để chứng minh các kết quả về sự tồn tại. Các dạng phát biểu khác của bổ đề Zorn như tiên đề chọn, nguyên lý tối đại Hausdorff.

## Phát biểu của bổ đề Zorn
Giả sử một tập hợp sắp thứ tự bộ phận X khác rỗng nào đó có tính chất sau đây: "mọi tập con sắp thứ tự toàn phần của X đều có ít nhất một chặn trên thuộc X". Thế thì tập X có ít nhất một phần tử tối đại.

## Giải thích thuật ngữ
- Tập sắp thứ tự: Một tập X được gọi là sắp thứ tự nếu nó có một quan hệ thứ tứ (ký hiệu: ≤) thỏa mãn cả 3 tính chất:
+ Phản xạ: với mọi x thuộc X, x ≤ x.
+ Phản xứng: với mọi x, y thuộc X, x≤y, y≤ x thì y=x.
+ Bắc cầu: với mọi x,y,z thuộc X, x≤y, y≤z thì x≤z.
- Tập sắp thứ tự bộ phận: Là tập sắp thứ tự tồn tại ít nhất hai phần tử x và y sao cho hai phần tử này không thể so sánh với nhau được.
- Chặn trên: Y là tập con sắp thứ tự toàn phần của X, x thuộc X được gọi là chặn trên của Y nếu y≤x với mọi y thuộc Y.
- Phần tử tối đại: phần tử x thuộc X được gọi là tối đại nếu với y thuộc X thỏa mãn x≤y thì x=y. Phần tử tối đại không nhất thiết phải tồn tại. Ví dụ tập R cùng thứ tự thông thường không có phần tử cực đại và cả tối đại. Phần tử tối đại cũng không nhất thiết duy nhất (nhưng phần tử cực đại nếu tồn tại thì duy nhất).
Một tập sắp tứ tự bộ phận X khác rỗng nào đó có tính chất " mọi dây chuyền khác rỗng đều có phần tử chặn trên thuộc X" thì tập X có ít nhất một phần tử tối đại.

## Sách tham khảo
- Campbell, Paul J. (tháng 2 năm 1978). "The Origin of 'Zorn's Lemma'". Historia Mathematica. Quyển 5 số 1. tr. 77–89. doi:10.1016/0315-0860(78)90136-2.
- Ciesielski, Krzysztof (1997). Set Theory for the Working Mathematician. Cambridge University Press. ISBN 0-521-59465-0.